# Hisaši Kurosaki
Hisaši Kurosaki (* 8. květen 1968) je bývalý japonský fotbalista.

## Reprezentace
Hisaši Kurosaki odehrál 24 reprezentačních utkání. S japonskou reprezentací se zúčastnil Mistrovství Asie ve fotbale 1988.

## Statistiky
| Japonsko | Japonsko | Japonsko |
| Roky     | Záp.     | Góly     |
| -------- | -------- | -------- |
| 1989     | 7        | 1        |
| 1990     | 2        | 0        |
| 1991     | 0        | 0        |
| 1992     | 0        | 0        |
| 1993     | 1        | 0        |
| 1994     | 1        | 0        |
| 1995     | 10       | 3        |
| 1996     | 2        | 0        |
| 1997     | 1        | 0        |
| Celkem   | 24       | 4        |